# Cuperly
Cuperly település Franciaországban, Marne megyében. Lakosainak száma 219 fő (2022. január 1.). Cuperly La Cheppe, Jonchery-sur-Suippe, Saint-Étienne-au-Temple, Suippes, Vadenay és La Neuville-au-Temple községekkel határos.

## Népesség
A település népességének változása:
| Lakosok száma | 221  | 188  | 206  | 211  | 230  | 237  | 228  | 223  | 225  | 219  |
|               | 1968 | 1982 | 1990 | 2006 | 2013 | 2015 | 2017 | 2019 | 2020 | 2022 |